# Chartreuse de Casotto
La Chartreuse Notre-Dame de Casotto, francisé en Casotte, est un ancien monastère chartreux situé entre Pamparato et Garessio dans la Province de Coni en Italie. C'est une des premières chartreuses documentées en Italie.

## Histoire
L'origine du mot Casotto vient du mélange de deux mots italiens "case", maisons et "otto", huit. 
En effet,avant que la chartreuse de Casotto soit construite certains ermites vivaient déjà dans huit maisons situées à environ 200 m du lieu de construction de la chartreuse.  
Les origines de la chartreuse de Casotte sont assez obscures ; il s'agit d'un groupe d’ermites dont Guillaume de Fenoglio (it), qui adopte vers 1170 le genre de vie des chartreux. 
Le premier acte disponible est une concession de pâturage dans les montagnes voisines et dans la plaine la plus éloignée mise en place en 1172 par l'évêque d'Asti, qui agit ici grâce à ses prérogatives juridictionnelles dans une vaste zone du sud du Piémont. 
Les seigneurs de Garessio et la commune, qui font une importante donation en 1183, sont reconnus comme fondateurs. Divers incendies la ravagent par la suite. 
En 1199, Casotto est reconnue par le Saint-Siège du fait que c'est elle qui a initié la diffusion cartusienne en Italie. À ce moment-là, Casotto possède quatre granges monastiques : Gartalona, Capella, Mondino et Castellino.
À partir de 1313, les chartreux de Casotto occupent, l'abbaye de Saint-Pierre-de-Varatella (it) au sommet du mont Varatella ou mont Saint-Pierre, après un retrait forcé des bénédictins colombanistes; c'est la chartreuse d'Albenga qui devient autonome en 1320, avant d'aller dans la vallée en 1495.                    
En 1568, un transfert est envisagé, mais il n’aboutit pas et on restaure l’ancien monastère. L’église est consacrée en 1592. 
Au XVIIIe siècle intervient une reconstruction, et l’église est consacrée en 1770. 
En août 1794, la chartreuse est brûlée au moment de la bataille de Dego, par les troupes françaises qui y cantonnent en 1795 et 1796, pendant la première campagne d'Italie.
Le 16 août 1802, la suppression des ordres religieux et des congrégations est décrétée par le gouvernement de la République française. À partir du 31 août 1802, la procédure d'abolition effective des instituts religieux commence et à partir de décembre 1802, la vie monastique dans la chartreuse est terminée.
Pendant un moment, les bâtiments sont occupés par la verrerie Società Venini, Campioni e Polti, basée à Turin.
À la suite d'un article du Messagiero Torinese qui décrit l’état déplorable de la chartreuse, Charles-Albert, roi de Sardaigne, achète la demeure. Sur la façade du château on peut voir le chiffre 1754 gravé en chiffres romains. En effet, Bernardo Antonio Vittone, un architecte italien a rénové le château pendant cette année-là.
Le château de Casotto a été transformé en résidence de chasse par le fils de Charles-Albert, Victor-Emmanuel II, roi d’Italie qui y organise des grandes expéditions de chasse. Il y séjourne pendant plusieurs étés avec ses enfants dont la princesse Marie-Clotilde, épouse du frère de Napoléon III.
De récentes fouilles archéologiques menées par l'École polytechnique de Turin ont révélé les fondations et, peut-être, les caves de la chartreuse du XVe siècle ainsi qu'un cimetière de moines.
Depuis l’été de 2020, la mairie de Garessio organise des visites guidées d'une heure où l'on peut visiter plusieurs chambres, le clocher et le cloître où vivaient les ermites. La chapelle et les cuisines sont en cours de rénovation par la région du Piémont.

## Moines notables

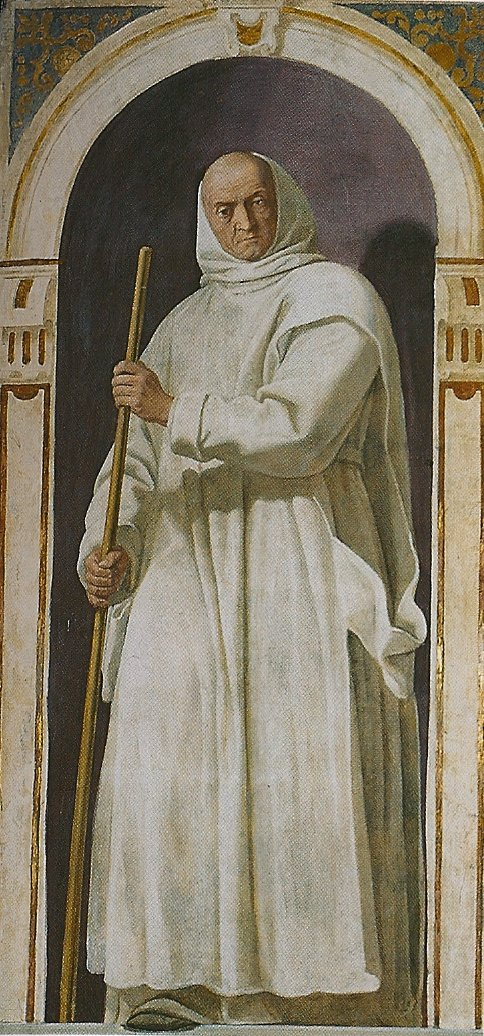
Odon de Novare, œuvre de Daniele Crespi (1629), chartreuse de Milan

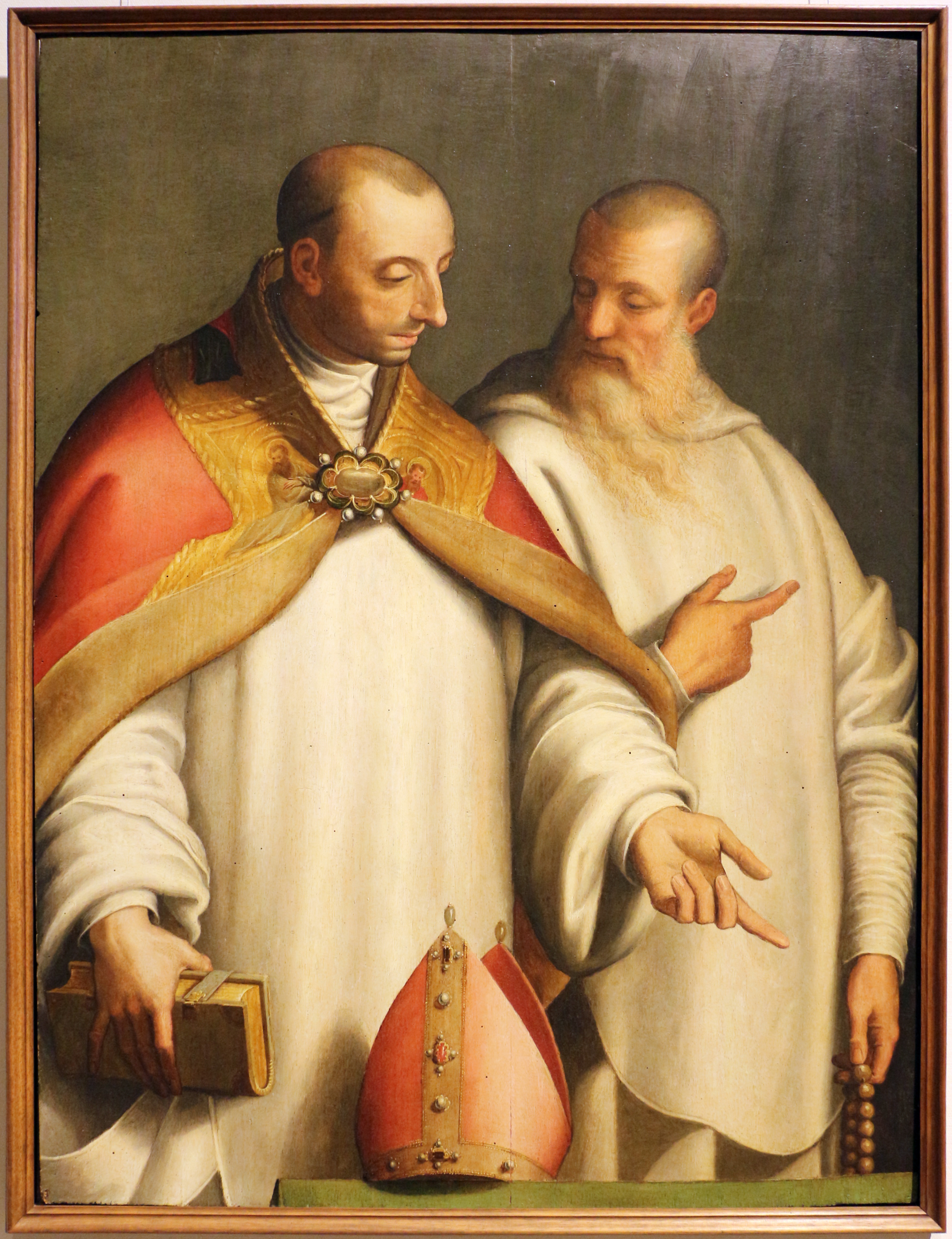
Bienheureux Guglielmo de Fenoglio (à droite) avec Saint Hugues de Lincoln, peinture de Bernardino Campi,, Milan

### Prieurs
Le prieur est le supérieur d'une chartreuse, élu par ses comprofès ou désigné par les supérieurs majeurs.
- Guglielmo[9].
- ~1351 : Bonifazio Mercerio, de Mondovi en Piémont, prieur de Bologne en 1349, prieur de Casotto en 1351, dirige la construction de la nouvelle chartreuse de Montello[10].
- Étienne de Crivolo (†1494), originaire de la région de Verceil, profès de Val-di-Pesio, procureur de la chartreuse de Rome, puis prieur de Casotto, puis, de 1458 à 1465, de Val-di-Pesio, visiteur de la province de Lombardie.

### Autres
- Bienheureux Odon de Novare, né à Novare en 1140, profès de Casotto, premier prieur de Geirach.
- Bienheureux Guillaume de Fenoglio (it), frère convers.

## Mobilier
Un chœur en bois de style Renaissance se trouve aujourd'hui à la cathédrale Saint-Donat de Mondovi et un  autel baroque dédié à saint Éloi, à la collégiale Saint-Martin d'Ormea.